# اچ‌ام‌اس برودسورد (اف۸۸)
اچ‌ام‌اس برودسورد (اف۸۸) (به انگلیسی: HMS Broadsword (F88)) یک کشتی است که طول آن 131.2 m (430 ft) می‌باشد. این کشتی در سال ۱۹۷۶ ساخته شد.